# Covirán
Grupo Covirán es una empresa cooperativa de distribución, uno de los grupos de supermercados más importantes de España. Tiene su sede en la ciudad de Granada.

## Historia
Se fundó en el año 1961. Es una cooperativa dedicada a la distribución alimentaria y una de las empresas más importantes de la economía social española y portuguesa, con una larga trayectoria. Esta empresa de origen granadino comenzó su actividad a mediados del siglo XX con el primer establecimiento de autoservicio de Granada, una idea innovadora que aplicó José Jiménez López en su negocio Los Ángeles, ubicado en Plaza de Gracia. Esta idea lo impulsó a fundar la cooperativa. Paulatinamente se ha convertido en un importante actor en el sector de la distribución, con más de 2850 supermercados.
El nombre Covirán es una contracción de las palabras Cooperativa Virgen de las Angustias, patrona de la ciudad de Granada.